# کریستین ریگانو
کریستین ریگانو (انگلیسی: Christian Riganò؛ زادهٔ ۲۵ مهٔ ۱۹۷۴) بازیکن فوتبال اهل ایتالیا است.
از باشگاه‌هایی که در آن بازی کرده‌است می‌توان به باشگاه فوتبال فیورنتینا، باشگاه فوتبال مسینا، باشگاه فوتبال کرمونزه، باشگاه فوتبال لوانته، باشگاه فوتبال روبور سیه‌نا، باشگاه فوتبال امپولی، و باشگاه فوتبال ترنانا اشاره کرد.